# Binary Exponential Backoff
BEB (ang. Binary Exponential Backoff) – algorytm wykorzystywany przez metodę CSMA/CD w sieci Ethernet, używany do planowania czasu do następnej retransmisji ramki Ethernet, po wykryciu kolizji.
Algorytm ten po {\displaystyle i} kolizjach losuje liczbę z przedziału {\displaystyle [0,2^{i}-1].}
Liczba ta w jednostce zwanej „slot time” oznacza czas, jaki stacja będzie musiała odczekać, zanim powtórnie rozpocznie nadawanie.
Algorytm ten dostosowuje się do natężenia w sieci – wraz z jego wzrostem, a zatem i liczbą kolizji w sieci, losowana jest liczba z szerszego przedziału.
Maksymalna wartość parametru {\displaystyle i} jest przeważnie równa 10, aby wartość funkcji wykładniczej nie była zbyt duża. To daje maksymalny czas oczekiwania 1023 jednostek „slot time”.